# Ballymena (stacja kolejowa)
Ballymena (ang: Ballymena railway station) – stacja kolejowa w Ballymena, w hrabstwie Antrim, w Irlandii Północnej, w Wielkiej Brytanii. Znajduje się on niedaleko centrum miasta Ballymena na Galgorm Road, i jest połączona z lokalnym dworcem autobusowym. Znajduje się na linii Belfast – Derry, między Antrim i Cullybackey. Stacja jest obsługiwana przez Translink i wszystkie pociągi są obsługiwane przez Northern Ireland Railways.
Stację Ballymena otwarto 4 grudnia 1855. W pewnym momencie było kilka innych stacji na terenie Ballymena, jednak jedyną, która przetrwała do dziś jest Cullybackey.